# Canton de Fontaine
Pour les articles homonymes, voir Canton de Fontaine (homonymie).
Le canton de Fontaine est une ancienne division administrative française, située dans le département du Territoire de Belfort et la région Franche-Comté.
S'étendant sur 71,8 km2, il regroupait 7 840 habitants en 2008, correspondant à une densité de 109 hab./km2, à peine supérieure à la densité moyenne de la France (101 hab./km2).

## Histoire
Le canton est notamment modifié en 1984.

## Composition
Le canton de Fontaine regroupait 18 communes :
- Angeot (repère A) - 308 habitants
- Bessoncourt (repère Bs) - 932 habitants
- Bethonvilliers (repère Bt) - 241 habitants
- Cunelières (repère C) - 283 habitants
- Denney (repère D) - 803 habitants
- Eguenigue (repère E) - 265 habitants
- Fontaine (repère F) - 604 habitants
- Foussemagne (repère Fo) - 982 habitants
- Frais (repère Fr) - 241 habitants
- Lacollonge (repère Lc) - 250 habitants
- Lagrange (Territoire de Belfort) (repère Lg) - 101 habitants
- Larivière (repère Lr) - 305 habitants
- Menoncourt (repère M) - 412 habitants
- Montreux-Château (repère MC) - 1048 habitants
- Petit-Croix (repère PC) - 340 habitants
- Phaffans (repère Ph) - 321 habitants
- Reppe (repère R) - 312 habitants
- Vauthiermont (repère V) - 231 habitants

## Représentation

### Conseillers généraux de 1833 à 2015
| Période            | Identité                                           | Parti        | Qualité |
| ------------------ | -------------------------------------------------- | ------------ | --- |
| 1833-1845 (décès)  | François Frossard                                  |              | Marchand de vin, maire de Saint-Germain                                                                                                |
| 1845-1848          | Christophe Pierre Keller (1785-1859)               |              | Avocat, maire de Belfort (1850-1855)                                                                                                   |
| 1848-1852          | François Frossard (fils de F.Frossard)             |              | Propriétaire et cultivateur, maire de Saint-Germain                                                                                    |
| 1852-1870          | Emile Saglio (1804-1892)                           |              | Banquier à Belfort, propriétaire, receveur particulier des finances                                                                    |
| 1870-1871          | Célestin Hartmann                                  | Droite       | maire de Fontaine |
| 1871-1877          | François Feltin                                    | Républicain  | Propriétaire, maire de Foussemagne (1871-1888)                                                                                         |
| 1877-1881          | Célestin Hartmann                                  | Droite       | maire de Fontaine |
| 1881-1895          | Joseph Grisez (1841-1927)                          | Républicain  | Médecin - Maire de Lachapelle-sous-Rougemont (1876-1894) Président du Conseil Général                                                  |
| 1895-1909 (décès)  | Eugène Grisez (1850-1909) (frère de Joseph Grisez) | Rad.         | Maire de Lachapelle-sous-Rougemont (1894-1909)                                                                                         |
| 1909-1930 (décès)  | Alfred Bouvier                                     |              | Docteur en médecine à Fontaine Président du Conseil Général                                                                            |
| 1930-1931          | Georges Helminger                                  | Rad.         | Entrepreneur de transports Maire de Montreux-Château                                                                                   |
| 1931-1937          | Pierre Jaminet                                     | URD          | Ingénieur à Lachapelle-sous-Rougemont                                                                                                  |
| 1937-1940          | Christophe Klopfenstein                            | Rad.         | Président de la Maison d'Agriculture à Belfort Ancien conseiller général du canton de Belfort Président du Conseil Général (1930-1940) |
|                    |                                                    |              | |
| 1945-1951          | Christophe Klopfenstein                            | Rad.         | Président de la Maison d'Agriculture à Belfort Président du Conseil Général (1945-1951)                                                |
| 1951-1975 (décès)  | Célestin Juif                                      | MRP puis DVD | Agriculteur Maire de Phaffans |
| 1976-1982          | Roland Iffenecker                                  | PS           | Eleveur à Fontaine |
| 1982- 1990 (décès) | Ivan Damidaux (1930-1990)                          | PS           | Conseiller municipal de Denney |
| 1990-2015          | Anne-Marie Forcinal                                | PS           | Médecin stomatologue Première vice-présidente du Conseil général maire de Fontaine (2001-2014)                                         |

### Conseillers d'arrondissement (de 1833 à 1940)
| Période                                  | Période | Identité                          | Étiquette | Qualité |
| ---------------------------------------- | ------- | --------------------------------- | --------- | --- |
| 1833                                     | 1833    | M. Noblat                         |           | Propriétaire                                                                                                |
| 1833                                     | 1848    | Christophe Nicolas Perronne jeune |           | Maire de Montreux                                                                                           |
| 1848                                     |         | M. Thouvenin                      |           | |
|                                          |         |                                   |           | |
| 1940                                     |         |                                   |           | Les conseils d'arrondissement ont été suspendus par la loi du 12 octobre 1940 et n'ont jamais été réactivés |
| Les données manquantes sont à compléter. |         |                                   |           | |

## Démographie
| 1962  | 1968  | 1975  | 1982  | 1990  | 1999  | 2006  | 2011  | 2012  |
| ----- | ----- | ----- | ----- | ----- | ----- | ----- | ----- | ----- |
| 3 748 | 3 816 | 4 634 | 5 390 | 6 160 | 6 836 | 7 540 | 8 141 | 8 259 |